# Analeptikum
Analeptika oder Weckmittel sind Substanzen, die in therapeutischen Mengen verabreicht, erregend auf das Nervensystem oder einzelne Funktionsabschnitte, wie zum Beispiel das Atemzentrum, wirken. In höheren Dosen sind sie giftig und krampfauslösend. Ihre therapeutische Breite ist gering.

## Wirkstoffe
- Almitrin
- Amiphenazol
- Bemegrid
- Coffein
- Dimeflin
- Doxapram
- Campher (Kampfer)
- Etamivan
- Lobelin
- Mepixanox
- Methylphenidat
- Nikethamid
- Nikotin
- Pentetrazol
- Prethcamid
- Strychnin

## Anwendungsgebiete
- Coffein, als Coffeincitrat, in der Neonatologie zur Anregung der Atmung bei Atemstillstand Frühgeborener.
- Doxapram: 
  - wenn eine medikamentös bedingte Atemdepression (d. h. verminderter Atemantrieb) nach der Narkose besteht.
  - wenn Opioide als Nebenwirkung eine Atemdepression auslösen und die schmerzstillende Wirkung dieser Wirkstoffe erhalten bleiben soll.
  - bei chronischen Lungenkrankheiten mit Hyperkapnie.